# 桃李劫
《桃李劫》，中國早期有声电影，由電通公司製片廠制作、应云卫执导，于1934年12月16日在上海金城大戏院上映。主演袁牧之亦与應雲衛一起担任该片编剧。电影的主题曲是著名的《毕业歌》，中华人民共和国前領導人江泽民曾多次指挥和演唱。

## 剧情
影片讲述了两位刚毕业的大学生陶建平和黎丽琳的悲剧故事。两人结婚后，希望把社会建设得更好，但是却不断遭受来自中国社会的不公正和腐败的冲击。

## 演员
| 演員   | 角色   | 備註 |
| 袁牧之 | 陶建平 |      |
| 陈波儿 | 黎丽琳 |      |
| 唐槐秋 | 刘校长 |      |
| 周伯勋 | 马经理 |      |